# Takahiro Yamamoto
Takahiro Yamamoto (Tottori, 12 luglio 1978) è un ex pallavolista giapponese.
Giocava indifferentemente nei ruoli di schiacciatore ed opposto e talvolta centrale.

## Carriera
La carriera di Takahiro Yamamoto inizia a livello scolastico con la Tottori High School, per poi passare alla Nippon Sport Science University. Nel 2001 esordisce nella nazionale giapponese, classificandosi al terzo posto al campionato asiatico e oceaniano; nel 2003 partecipa alla Coppa del Mondo, dove viene premiato come miglior realizzatore e MVP del torneo. Nella stagione 2001-02 inizia la carriera professionistica coi Panasonic Panthers. Nel 2007 è finalista al campionato asiatico e oceaniano, mentre un anno dopo partecipa ai Giochi della XXIX Olimpiade: al termine dell'ultimo torneo di qualificazione viene premiato come miglior realizzatore e miglior servizio della competizione.
Nel 2007-08, dopo la finale persa di Coppa dell'Imperatore, vince il primo scudetto della sua carriera, venendo anche premiato come MVP del campionato, oltre ad aggiudicarsi il Torneo Kurowashiki, vinto anche un anno dopo. Nelle stagioni 2009-10 e 2011-12 realizza un tris di vittorie, aggiudicandosi scudetto, Coppa dell'Imperatore e Torneo Kurowashiki. Al termine della stagione 2012-13, nella quale si aggiudica la sua terza Coppa dell'Imperatore, si ritira dalla pallavolo giocata, ricevendo anche un premio speciale alla carriera.

## Palmarès

### Club
- Campionato giapponese: 3

2007-08, 2009-10, 2011-12
- Coppa dell'Imperatore: 3

2009, 2011, 2012
- Torneo Kurowashiki: 4

2008, 2009, 2010, 2012

### Premi individuali
- 2003 - Coppa del Mondo: MVP
- 2003 - Coppa del Mondo: Miglior realizzatore
- 2004 - V.League giapponese: Sestetto ideale
- 2008 - V.Premier League giapponese: MVP
- 2008 - V.Premier League giapponese: Sestetto ideale
- 2008 - Qualificazioni ai Giochi della XXIX Olimpiade: Miglior realizzatore
- 2008 - Qualificazioni ai Giochi della XXIX Olimpiade: Miglior servizio
- 2013 - V.Premier League giapponese: Premio speciale alla carriera